# Roland Schwegler
Roland Schwegler (Römerswil, 3 febbraio 1982) è un allenatore di calcio ed ex calciatore svizzero, di ruolo difensore. Attualmente guida il Cham.

## Palmarès

### Club

#### Competizioni nazionali
- Campionato svizzero: 2

Grasshoppers: 2000-2001, 2002-2003,
- Coppa del Liechtenstein: 1

Vaduz: 2011